# Élections législatives vietnamiennes de 2007

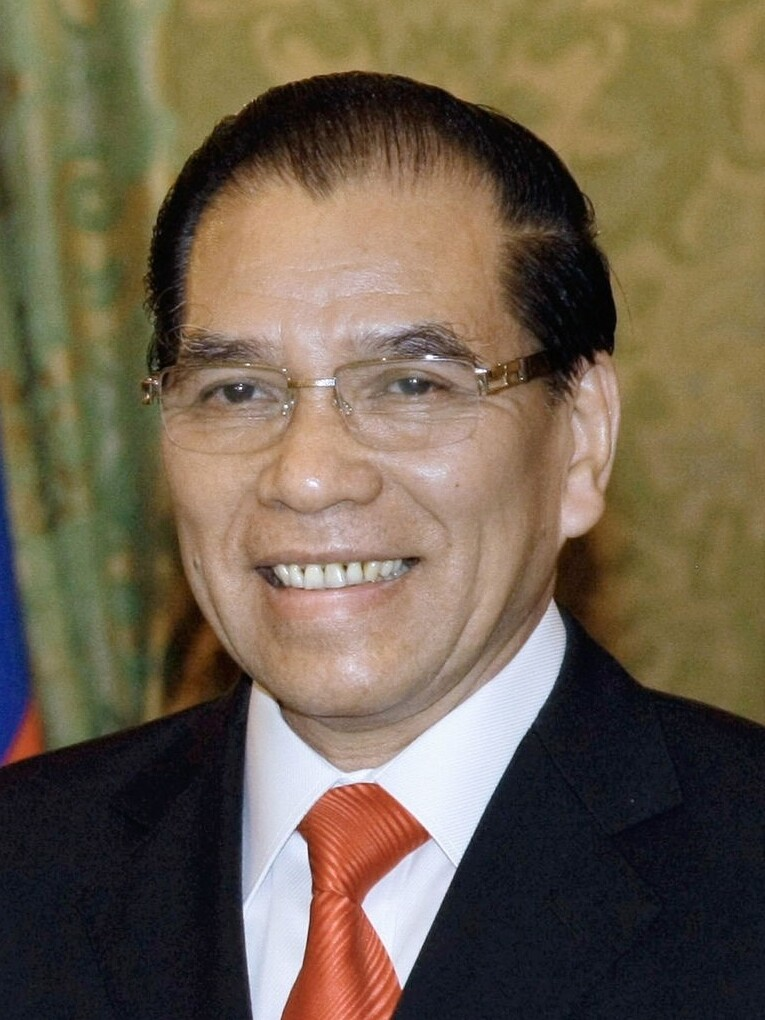
Secrétaire général du Parti communiste vietnamien. Le parti communiste étant très lié au Front de la Patrie du Vietnam.

Les Élections législatives vietnamiennes de 2007 ont eu lieu le 20 mai 2007.
Le Front de la Patrie du Viêt Nam remporte 492 des 493 sièges.